# Leopoldo Pollack

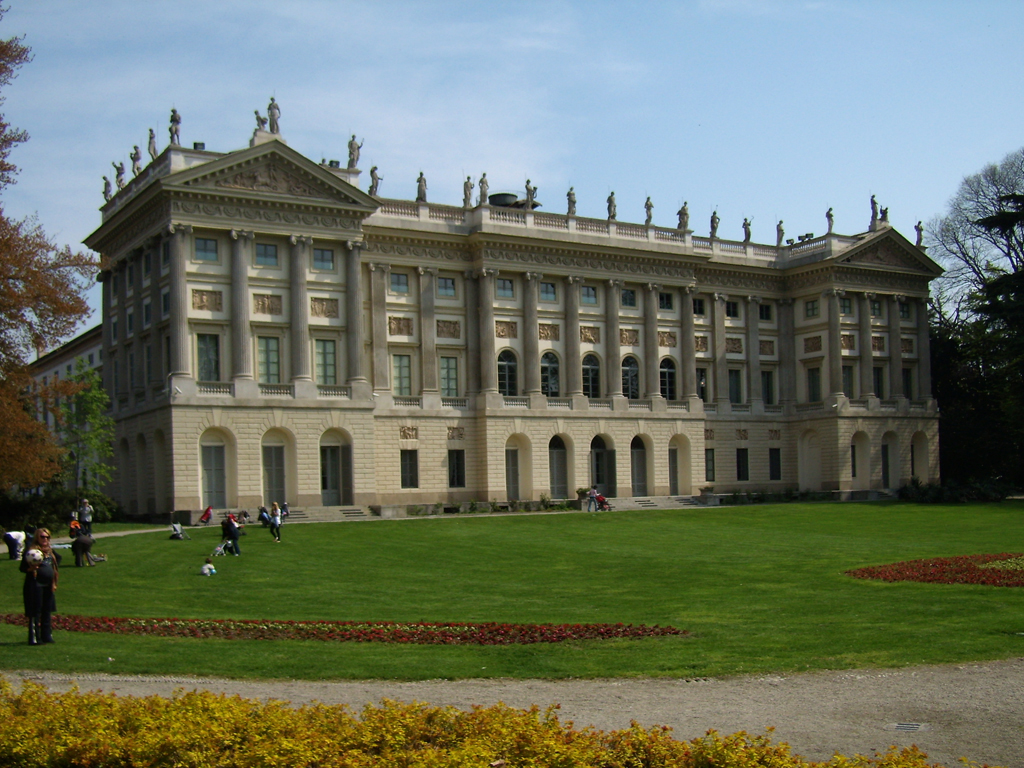
Villa Real de Milán, obra de Pollack (1796)

Leopoldo Pollack (1751 – 13 de marzo de 1806) fue un arquitecto austriaco. Desde Milán, se convirtió en uno de los máximos exponentes de la arquitectura neoclásica.

## Carrera
En Viena, Pollack trabajó en el despacho de Paul Ulrich Trientl antes de asistir a cursos de Vinzenz Fischer en la Academia. Después de llegar a Milán en 1775, trabajó en el despacho de Giuseppe Piermarini, con quien también colaboró. Su obra más famosa es la Villa Real o Villa Belgiojoso (1790-1796), en Milán, el más importante de los edificios de estilo neoclásico. Influenciado por el palladianismo y otras tendencias francesas, tiene una base rústica, con columnas de orden gigante que se rematan con una serie de estatuas. Pollack también diseñó el jardín inglés de detrás de la mansión. En general, el edificio se inspira en la obra de Ange-Jacques Gabriel de la plaza de la Concorde, aunque él utilizó el orden jónico en lugar del corintio.
Pollack también colaboró con Piermarini en el diseño de lo que hoy es el laboratorio de física de la Universidad de Pavía, que se terminó en 1787, con una serie de semicolumnas y nichos jónicos con estatuas de Galileo Galilei y Bonaventura Cavalieri. Entre sus obras se incluyen la Villa Casati en Muggiò y la Villa Rocca-Saporti (también conocido como la Rotonda) en vía Borgo Vico, Como, acabado en la década de 1790, o la Villa Amalia, en Erba.